# Jaouad Zaïri
Jaouad Zaïri (en arabe : جواد الزايري), né le 17 avril 1982 à Taza au Maroc, est un footballeur international marocain, reconverti entraîneur. Il est l'actuel entraîneur adjoint du Fath Union Sports.

## Biographie
Jaouad Zaïri passe une partie de son enfance au quartier de la Chanaye à Mâcon. Il commence sa carrière professionnelle en 2000 au FC Gueugnon.
Moins d'un mois après ses débuts professionnels, il débute en équipe du Maroc le 2 septembre 2000 à Libreville face au Gabon, pour une défaite de 2 buts à 0 des Lions de l'Atlas. Il s'envole ensuite aux côtés de la sélection olympique pour disputer le tournoi olympique de Sydney.
En 2001, il est recruté par Jean Fernandez à Sochaux où il montre un grand potentiel de dribble et de vitesse.
Début 2003, soit près de trois ans après sa première sélection, il est rappelé par Badou Ezzaki afin de disputer un match amical en France face au Sénégal. Il marque la même année son premier but pour le Maroc lors d'un match comptant pour les éliminatoires de la Coupe d'Afrique des nations.
En 2004, il décroche avec l'équipe du Maroc une place en finale de la CAN, dont il ne disputera que le dernier quart d'heure étant souffrant (défaite 2-1 face à la Tunisie).
En janvier 2006, il est prêté six mois à Al Ittihad Djeddah. L'aventure saoudienne est un échec avec peu de matchs disputés pour cause de blessure.
À l'intersaison, il est transféré à Boavista, puis est prêté six mois plus tard, en janvier 2007, au FC Nantes, avant de revenir au club portugais en mai.
En septembre, Zaïri rejoint le club grec du PAE Asteras Tripolis, où il passera toute une saison, avant de prolonger pour une saison supplémentaire qui s'avérera plutôt réussie.
En avril 2009, il s'engage pour deux ans avec l'Olympiakos Le Pirée. Il devient champion de Grèce avec l'Olympiakos Le Pirée en mars 2011, mais en juin son contrat n'est pas renouvelé.
Il trouve ensuite un club en Grèce au nouveau promu PAS Giannina où il rejoint son compatriote Karim Fegrouche.
Le 29 janvier 2012, durant la trêve hivernale, Jaouad Zairi résilie son contrat avec le PAS Giannina à la suite de quelques problèmes d'ordre sportif et s'engage avec le club chypriote de Anorthosis Famagouste en première division.
En juillet 2017, il met un terme à sa carrière de footballeur professionnel.

## Carrière
- 2000 - 2001 :  FC Gueugnon
- 2001 - 2005 :  FC Sochaux
- 2006 - 2006 :  Al Ittihad Djeddah
- 2006 - 2007 :  Boavista
- 2007 - 2007 :  FC Nantes
- 2007 - 2009 :  PAE Asteras Tripolis
- 2009 - 2011 :  Olympiakos
- 2011 - jan. 2012 :  PAS Giannina
- jan. 2012 - 2012 :  Anorthosis Famagouste
- jan. 2013 - mars 2013 :  Al-Hilal Salalah
- jan. 2014 - fév. 2015 :  Monts d'Or Azergues Foot
- fév. 2015 - août 2015 :  FC Vaulx-en-Velin
- Depuis septembre 2015 :  Zakynthos FC (en)[1]

## En équipe du Maroc
| Matches internationaux de Jaouad Zaïri | Matches internationaux de Jaouad Zaïri | Matches internationaux de Jaouad Zaïri                   | Matches internationaux de Jaouad Zaïri | Matches internationaux de Jaouad Zaïri | Matches internationaux de Jaouad Zaïri | Matches internationaux de Jaouad Zaïri   | Matches internationaux de Jaouad Zaïri |
| 0                                      | Date                                   | Lieu                                                     | Adversaire                             | Score                                  | Résultats                              | Compétitions                             |                                        |
| 1                                      | 02/09/2000                             | Gabon - Maroc                                            | Libreville                             | 2 - 0                                  | Elim. CAN 2002                         | --                                       |                                        |
| 2                                      | 12/02/2003                             | Sénégal - Maroc                                          | Paris                                  | 0 - 1                                  | Amical                                 | --                                       |                                        |
| 3                                      | 29/03/2003                             | Sierra leone - Maroc                                     | Freetowon                              | 0 - 0                                  | Elim. CAN 2004                         | --                                       |                                        |
| 4                                      | 30/04/2003                             | Maroc – Côte d’Ivoire                                    | Rabat                                  | 0 - 1                                  | Amical                                 | --                                       |                                        |
| 5                                      | 08/06/2003                             | Maroc – Sierra Leone                                     | Casablanca                             | 1 - 0                                  | Elim. CAN 2004                         | --                                       |                                        |
| 6                                      | 20/06/2003                             | Maroc – Gabon                                            | Rabat                                  | 2 - 0                                  | Elim. CAN 2004                         | 1                                        |                                        |
| 7                                      | 06/07/2003                             | Guinée Equa - Maroc                                      | Malabo                                 | 0 - 1                                  | Elim. CAN 2004                         | --                                       |                                        |
| 8                                      | 10/09/2003                             | Maroc - Trinité et Tobago                                | Marrakech                              | 2 - 0                                  | Amical                                 | --                                       |                                        |
| 9                                      | 15/11/2003                             | Maroc – Burkina Faso                                     | Meknès                                 | 1 - 0                                  | Amical                                 | --                                       |                                        |
| 10                                     | 19/11/2003                             | Maroc – Mali                                             | Casablanca                             | 0 - 1                                  | Amical                                 | --                                       |                                        |
| 11                                     | 27/01/2004                             | Nigeria - Maroc                                          | Monastir                               | 0 - 1                                  | CAN 2004                               | --                                       |                                        |
| -------------------------------------- | -------------------------------------- | -------------------------------------------------------- | -------------------------------------- | -------------------------------------- | -------------------------------------- | ---------------------------------------- | -------------------------------------- |
| 12                                     | 31 janvier 2004                        | Stade Taïeb Mehiri, Sfax, Tunisie                        | Bénin                                  | —                                      | 4-0                                    | Coupe d'Afrique 2004                     |                                        |
| 13                                     | 08/02/2004                             | Algérie - Maroc                                          | Sfax                                   | 1 - 3                                  | ¼ Finale CAN 2004                      | 1                                        |                                        |
| 14                                     | 14/02/2004                             | Tunisie - Maroc                                          | Radès                                  | 2 - 1                                  | Finale CAN 2004                        | --                                       |                                        |
| 15                                     | 31 mars 2004                           | Complexe sportif Moulay-Abdallah, Rabat, Maroc           | Angola                                 | 3-0                                    | 3-1                                    | Match amical                             |                                        |
| 16                                     | 28/04/2004                             | Maroc - Argentine                                        | Casablanca                             | 0 - 1                                  | Amical                                 | --                                       |                                        |
| 17                                     | 04/09/2004                             | Maroc - Tunisie                                          | Rabat                                  | 1 - 1                                  | Elim.CAN/CM 2006                       | --                                       |                                        |
| 18                                     | 10/10/2004                             | Guinée - Maroc                                           | Conakry                                | 1 - 1                                  | Elim.CAN/CM 2006                       | --                                       |                                        |
| 19                                     | 09/02/2005                             | Maroc - Kenya                                            | Rabat                                  | 5 - 1                                  | Elim.CAN/CM 2006                       | 3                                        |                                        |
| 20                                     | 26/03/2005                             | Maroc - Guinée                                           | Rabat                                  | 1 - 0                                  | Elim.CAN/CM 2006                       | --                                       |                                        |
| 21                                     | 4 juin 2005                            | Complexe sportif Moulay-Abdallah, Rabat, Maroc           | Malawi                                 | —                                      | 4-1                                    | Éliminatoires Coupe du monde 2006        |                                        |
| 22                                     | 18 juin 2005                           | Centre sportif international Moi, Nairobi, Kenya         | Kenya                                  | —                                      | 0-0                                    | Éliminatoires Coupe du monde 2006        |                                        |
| 23                                     | 17/08/2005                             | Togo - Maroc                                             | Rouen                                  | 1 - 0                                  | Amical                                 | --                                       |                                        |
| 24                                     | 15 novembre 2005                       | Stade Pierre-Pibarot, Clairefontaine-en-Yvelines, France | Cameroun                               | —                                      | 0-0                                    | Match amical                             |                                        |
| 25                                     | 9 janvier 2006                         | Complexe sportif Moulay-Abdallah, Rabat, Maroc           | RD Congo                               | —                                      | 3-0                                    | Match amical                             |                                        |
| 26                                     | 14 janvier 2006                        | Stade El Harti, Marrakech, Maroc                         | Zimbabwe                               | —                                      | 1-0                                    | Match amical                             |                                        |
| 27                                     | 16 août 2006                           | Complexe sportif Moulay-Abdallah, Rabat, Maroc           | Burkina Faso                           | —                                      | 1-0                                    | Match amical                             |                                        |
| 28                                     | 2 juin 2007                            | Stade Mohammed-V, Casablanca, Maroc                      | Zimbabwe                               | —                                      | 2-0                                    | Qualifications à la Coupe d'Afrique 2008 |                                        |
| 29                                     | 16 juin 2007                           | Kamuzu Stadium, Blantyre, Malawi                         | Malawi                                 | —                                      | 0-1                                    | Qualifications à la Coupe d'Afrique 2008 |                                        |
| 30                                     | 16 novembre 2007                       | Stade de France, Saint-Denis, France                     | France                                 | —                                      | 2-2                                    | Match amical                             |                                        |
| 31                                     | 21 novembre 2007                       | Stade Dominique-Duvauchelle, Créteil, France             | Sénégal                                | —                                      | 0-3                                    | Match amical                             |                                        |
| 32                                     | 12 août 2009                           | Complexe sportif Moulay-Abdallah, Rabat, Maroc           | Congo                                  | —                                      | 1-1                                    | Match amical                             |                                        |
| 33                                     | 6 septembre 2009                       | Stade de Kégué, Lomé, Togo                               | Togo                                   | —                                      | 1-1                                    | Éliminatoires Coupe du monde 2010        |                                        |
| 34                                     | 10 octobre 2009                        | Stade Omar-Bongo, Libreville, Gabon                      | Gabon                                  | —                                      | 3-1                                    | Éliminatoires Coupe du monde 2010        |                                        |

## Palmarès
- Coupe de la Ligue (2)
  - Vainqueur : 2000, 2004
  - Finaliste : 2003

- Championnat de Grèce (2)
  - Champion : 2009, 2011
  - Vice-champion : 2010

- Ligue 2 (1)
  - Champion : 2001

- Championnat de Grèce D2 (1)
  - Champion : 2007

- Coupe de Grèce (1)
  - Vainqueur : 2009

- Coupe d'Afrique des Nations
  - Finaliste : 2004

- 2005 : Auteur du 3 000e but de l'histoire du Football Club Sochaux-Montbéliard

## Statistiques
- Ligue 1 : 95 matchs, 5 buts
- Ligue 2 : 28 matchs, 3 buts
- Championnat du Portugal : 6 matchs
- Coupe UEFA : 10 matchs, 2 buts
- Championnat d'Arabie saoudite : 14 matchs
- Championnat de Grèce : 50 matchs, 13 buts

## Décorations
- Officier de l'ordre du Trône — Le 14 février 2004, il est décoré officier de l'ordre du Wissam al-Arch[2] — ordre du Trône[3] — par le roi Mohammed VI au Palais royal de Rabat[4].